# Église Saint-Pierre-ès-Liens de Joncreuil
Pour les articles homonymes, voir Église Saint-Pierre-ès-Liens.
L'église Saint-Pierre-ès-Liens est une église catholique située à Joncreuil, en France.

## Description

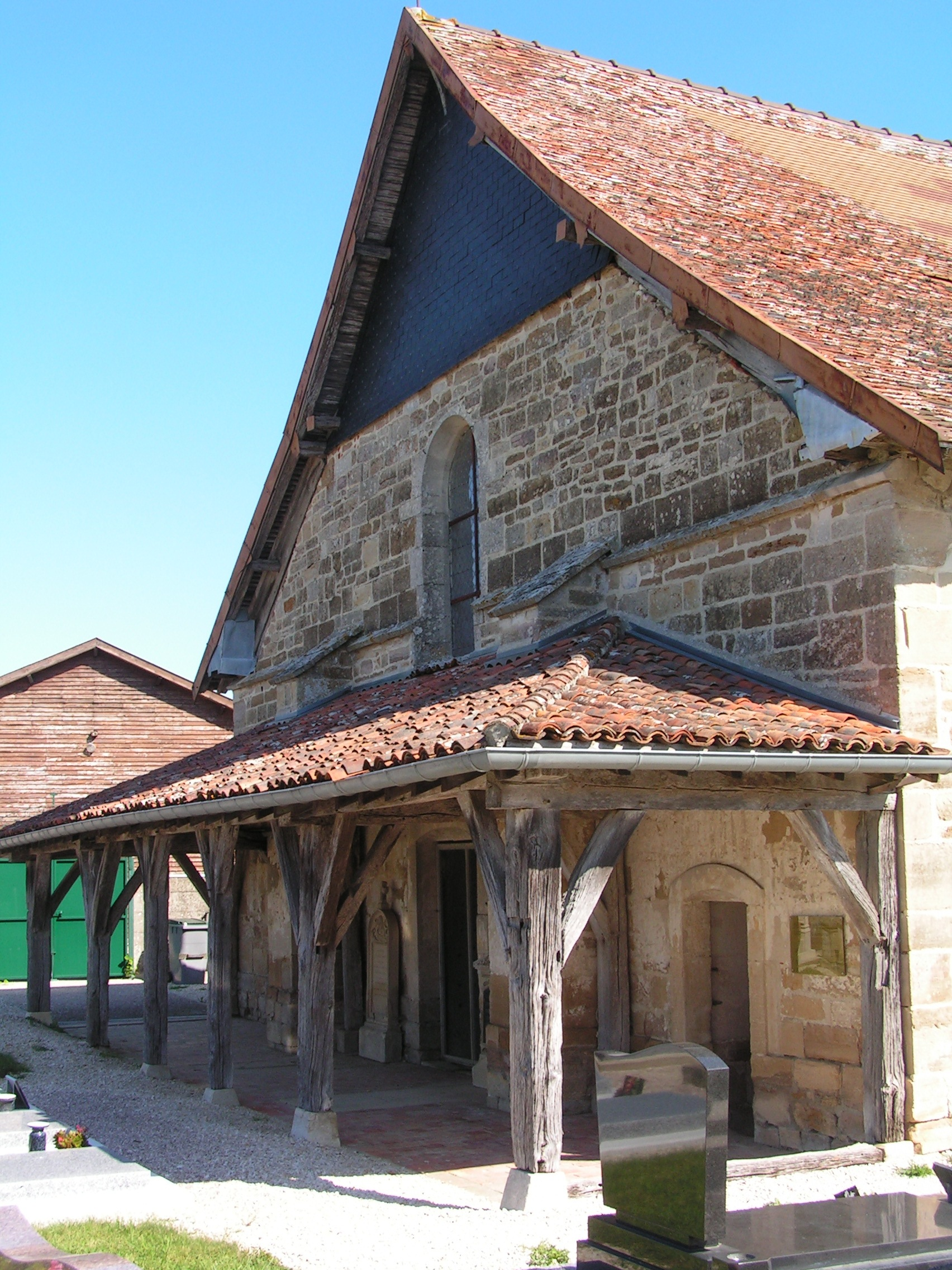
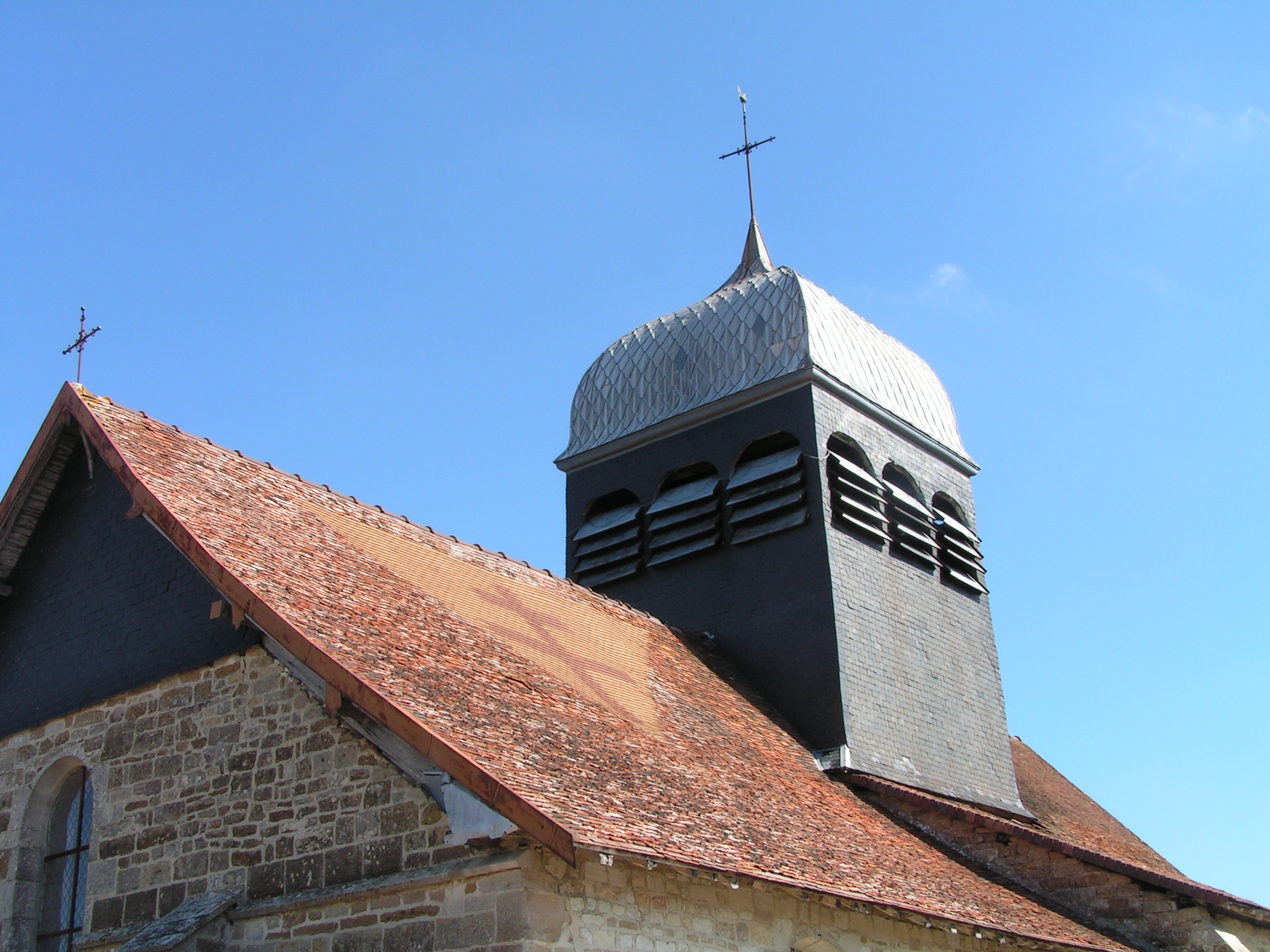
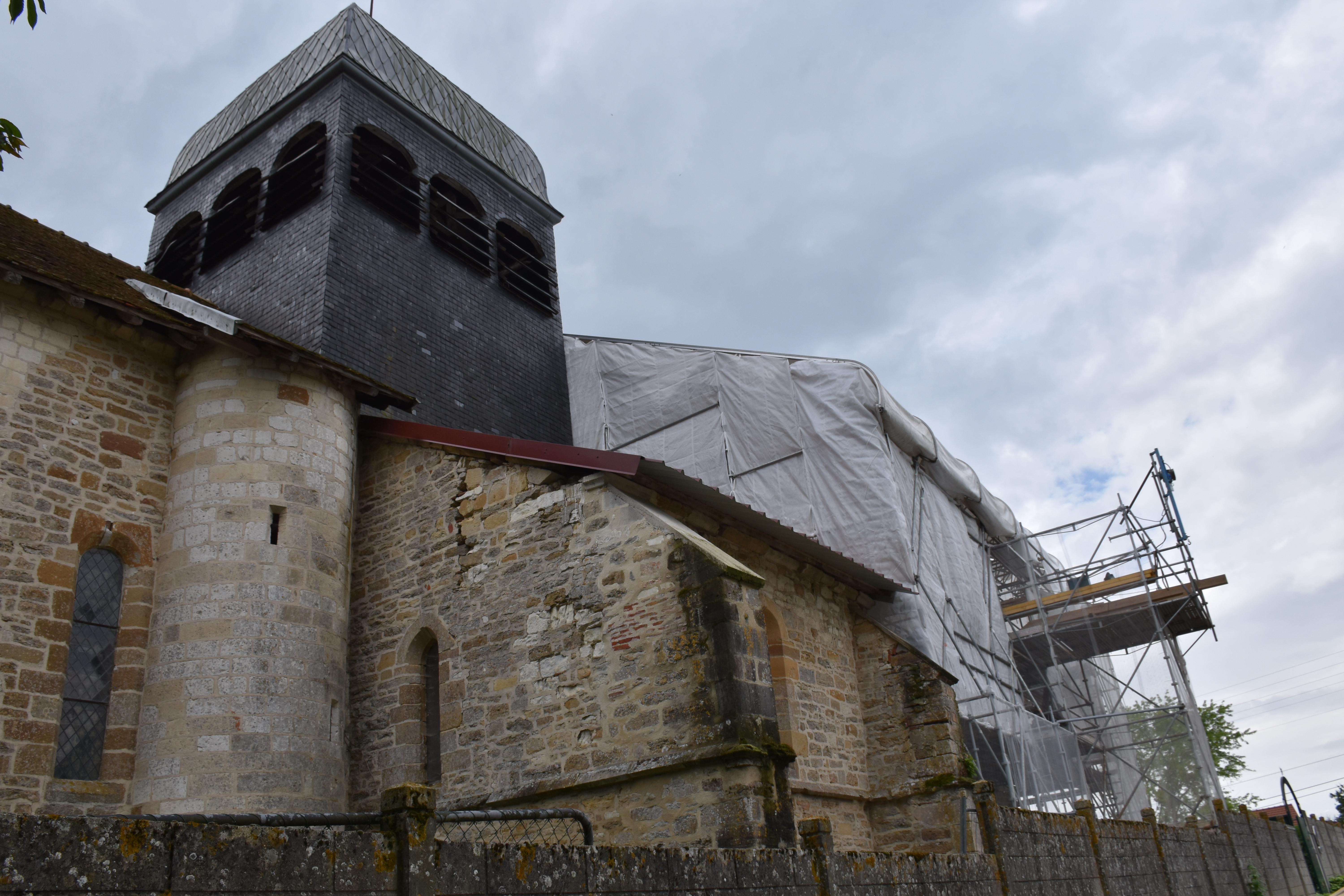
L'église Saint-Pierre en réfection en mai 2024.

## Localisation
L'église est située dans le département français de l'Aube, sur la commune de Joncreuil.

## Historique
L'édifice est inscrit au titre des monuments historiques en 1988.